# A Gentleman from Mississippi
A Gentleman from Mississippi  è un film muto del 1914 diretto da George L. Sargent, qui alla sua prima regia.
Il film è l'adattamento cinematografico dell'omonimo lavoro teatrale che, andato in scena il 28 settembre 1908, fu un grande successo di Broadway.
Uno degli autori, Thomas A. Wise, impersonava il protagonista, un ingenuo senatore del Mississippi caduto nei labirinti del potere di Washington. Wise fu protagonista anche della versione cinematografica, nella quale recitò a fianco dell'esordiente Betty Riggs, una giovane attrice che in seguito sarebbe diventata molto nota con il nome di Evelyn Brent.

## Trama
L'ancora giovane e ingenuo senatore William H. Langdon, eletto nel suo collegio del Mississippi, parte alla volta della capitale. Rimasto da poco vedovo, la sua famiglia è composta dai figli: due ragazze, Caroline e Hope, e un figlio maschio, Randolph.
I tre ingenui provinciali, a Washington, diventano preda di politicanti e intrallazzatori senza scrupoli. Il congressista Norton, fidanzato di Caroline, riesce a farsi finanziare da lei e da Randolph e con il denaro ottenuto compera alcuni terreni paludosi che poi cerca di vendere al governo federale a un prezzo gonfiato. Quando Langdon viene a sapere dei maneggi di Norton, lo denuncia pubblicamente in Senato. La sua presa di posizione gli riconquista la fiducia di un giornalista che stava indagando sul caso e anche quella del suo segretario, innamorato di Hope.

## Produzione
Il film fu prodotto dalla William A. Brady Picture Plays. Venne girato a Natchez, nel Mississippi.

## Distribuzione
Distribuito dalla World Film, il film uscì nelle sale cinematografiche statunitensi il 5 ottobre 1914.